# Вайтнау
Вайтнау (нім. Weitnau) — громада в Німеччині, знаходиться в землі Баварія. Підпорядковується адміністративному округу Швабія. Входить до складу району Оберальгой. Центр об'єднання громад Вайтнау.
Площа — 65,22 км2. Населення становить 5376 ос. (станом на 31 грудня 2020).